# Georg Hagen (Fußballspieler)
Georg Hagen (* 12. November 1919 in Nürnberg; † unbekannt) war ein deutscher Fußballspieler.

## Karriere
Hagens erster Verein im Seniorenbereich war der 1. FC Nürnberg; für ihn spielte er von 1938 bis 1942 zunächst in der Gauliga Bayern, in einer von zunächst 16, später auf 23 aufgestockten Gauligen zur Zeit des Nationalsozialismus als einheitlich höchste Spielklasse im Deutschen Reich. Die Saison 1942/43 und 1943/44 spielte er durch kriegsbedingte Umstände in der Gauliga Nordbayern und die Saison 1944/45 in der abgebrochenen Gauliga Mittelfranken. In dieser Zeit gewann er mit der Mannschaft drei Gaumeistertitel. Aufgrund des Titels in der Gauliga Bayern 1940 nahm er mit seiner Mannschaft an der Endrunde um die Deutsche Meisterschaft teil und bestritt vier von sechs Spielen in der Gruppe 4.
Mit dem Saisonstart am 4. November 1945 der nach dem Ende des Zweiten Weltkriegs neu geschaffenen und in Deutschland ersten Oberliga, der Oberliga Süd, war auch er mit seinem Verein in dieser vertreten. Für den „Club“ bestritt er bis zum Saisonende 1948/49 in dieser Punktspiele und gewann zweimal die regionale Meisterschaft. Infolgedessen kam er in der Endrunde um die deutsche Meisterschaft 1947/48 sowohl im Halbfinale, als auch im Finale, das am 8. August 1948 in Köln gegen den 1. FC Kaiserslautern mit 2:1 gewonnen wurde, zum Einsatz.
Von 1949 bis 1951 spielte er für den Ligakonkurrenten BC Augsburg. Danach wechselte er zum 1. FSV Mainz 05, für den er bis Saisonende 1953/54 in der Oberliga Südwest aktiv war.
Seine Fußballerkarriere ließ er in der Saison 1954/55 bei der Spvgg Andernach in der 2. Oberliga Südwest mit dem Meistertitel ausklingen. 1959 war er für einige Monate Trainer der SV Weisenau.

## Erfolge
- Deutscher Meister 1948
- Meister der Oberliga Süd 1947, 1948
- Gaumeister Bayern 1940
- Gaumeister Nordbayern 1943, 1944
- Meister der 2. Oberliga Südwest 1955